# Crioulo da Guiné-Bissau
O crioulo da Guiné-Bissau ou criol é a língua franca de 60% da população da Guiné-Bissau, sendo falado também no Senegal (conhecido como crioulo de Casamansa). Em 2019, 232 mil pessoas usavam o crioulo como primeira língua na Guiné-Bissau e mais 600 mil como segunda língua, enquanto que cerca de 15% da população do país falava nativamente o português.
É também conhecido como "crioulo bissau-guineense". Junto com o crioulo de Cabo Verde forma o Grupo Crioulo da Alta-Guiné, o mais antigo de línguas crioulas com base na língua portuguesa.
Há três principais dialetos no crioulo da Guiné-Bissau e do Senegal:
- Bissau e Bolama,
- Bafatá
- Cacheu–Ziguinchor

Esses dialetos foram influenciados por idiomas de povos próximos, como as línguas mandingas, manjacos, papéis. Porém, 80% do vocabulário crioulo da Guiné-Bissau vêm do português.
Mercadores portugueses e o pessoal assentado na região se miscigenaram aos nativos, conforme o hábito dos exploradores portugueses que causou a existência de muitos idiomas crioulos de origem lusitana em todo o mundo. Um pequeno grupo de assentamentos, dos chamados lançados facilitou a intermediação no contato entre os europeus e os nativos, através da influência portuguesa via língua e outros aspectos culturais.
O dialeto de Ziguinchor, similar ao falado em Cacheu, sofreu influências do francês, sendo falado em Casamansa. É falado tanto pelos Fijus di Terra (nativos), como pelos Fijus di Fidalgu (descendentes de portugueses). Esses são chamados de Portuguis, têm hábitos europeus, são católicos, falam o crioulo e a maioria tem sobrenomes portugueses, sendo filhos de homens europeus e mulheres africanas.
A palavra Ziguinchor tem origem discutível. Alguns acreditam ser uma corruptela do nome da tribo "Izguinchos" que vivia na região. Outros pretendem que venha do português "Cheguei e Choram", referindo-se à escravidão de nativos pelos portugueses no século XVII.
Os portugueses aí estabeleceram bases para o comércio e passaram a casar-se com mulheres negras. O antigo reino de Casamansa fez aliança com os portugueses, o rei passou a ter um modo de vida europeu, havendo portugueses na sua corte.
Em 1899 Casamansa foi cedida aos franceses e em meados do século XX sua língua já se espalhara nessa região senegalesa. Com a independência do Senegal, os falantes do crioulo de Casamansa passaram a ser vistos como "amigos dos franceses" e discriminados pelos mais numerosos falantes de uolofe, ao norte. Com isso Casamansa buscou desde 1982 separar-se do Senegal.
Casamansa, porém, ainda é parte do Senegal e, mesmo havendo ainda divergências, a situação melhorou para os falantes deste idioma Crioulo de origem portuguesa, um vínculo com o passado da região.
Cerca de 47 mil (1998) pessoas no Senegal têm o crioulo como primeiro idioma em Ziguinchor e em outras cidades de Casamansa, bem como em Gâmbia.
Há atualmente um movimento para tornar o crioulo da Guiné-Bissau uma língua oficial do país.

## Amostra de texto em crioulo da Guiné-Bissau
Diklarason Mundial di Diritus di Pekadur
Artigu 1
Tudu pekaduris ta padidu libri i igual na balur suma na diritus. Suma e dadu kapasidadi di pensa, e tene tambi konsiensia, e dibi di trata nutru suma ermons.
TRADUÇÃO - Todas as pessoas que nascem são iguais e livres nos direitos. Como são dadas as mesmas capacidades de pensar e ter também consciência, devem ser tratadas como irmãos!